# Andrés Gonzales (político peruano)
Andrés Gonzáles fue un político peruano. 
Fue diputado de la República del Perú por la provincia de Anta entre 1845 y 1848 durante el primer gobierno de Ramón Castilla.  